# トリスティン・イングリッシュ
トリスティン・ホール・イングリッシュ（Tristin Hall English, 1997年5月14日 - ）は、 アメリカ合衆国ジョージア州ヘンリー郡ストックブリッジ出身のプロ野球選手（一塁手、三塁手、外野手）。右投右打。MLBのアリゾナ・ダイヤモンドバックス所属。

## 経歴
高校時代は投手及び外野手としてプレーしていた。2015年のMLBドラフト39巡目（全体1174位）でクリーブランド・インディアンスから指名されたが、この時は契約せずにジョージア工科大学へ進学した。2017年にはトミー・ジョン手術を受けている。
2019年のMLBドラフト3巡目（全体93位）でアリゾナ・ダイヤモンドバックスから指名され、プロ入り。契約後、傘下のA-級ヒルズボロ・ホップスでプロデビュー。58試合に出場して打率.346、18本塁打、71打点を記録した。
2020年は新型コロナウイルスの影響でマイナーリーグの試合が開催されなかったため、公式戦の出場は無かった。
2021年はA+級ヒルズボロでプレーし、83試合に出場して打率.242、10本塁打、48打点、7盗塁を記録した。
2022年はA+級ヒルズボロとAA級アマリロ・ソッドプードルズでプレーし、2チーム合計で104試合に出場して打率.269、12本塁打、49打点、3盗塁を記録した。
2023年はAA級アマリロとAAA級リノ・エーシズでプレーし、2チーム合計で102試合に出場して打率.300、23本塁打、93打点、2盗塁を記録した。
2024年はAAA級リノでプレーし、111試合に出場して打率.263、16本塁打、63打点、3盗塁を記録した。
2025年もAAA級リノで開幕を迎えた。7月6日にメジャー契約を結んでアクティブ・ロースター入りし、9日のサンディエゴ・パドレス戦にて「7番・一塁手」で先発出場してメジャーデビュー（この試合での結果は4打数無安打1打点）。